# Артурдактиль
Артурдактиль (лат. Arthurdactylus) — род птерозавров из семейства орнитохейрид (Ornithocheiridae), обнаруженный в нижнемеловых слоях формации Сантана в Бразилии. Был крупным животным, с размахом крыльев 4,6 м.
Название дали в 1994 году Эберхард Фрей и Дэвид Мартилл в честь Артура Конан Дойла, который описал больших птерозавров в своём романе «Затерянный мир» о профессоре, обнаружившем живых доисторических животных на высокогорном плато в Южной Америке. Поначалу учёные назвали новый вид Arthurdactylus conan-doylei, с дефисом в видовом названии (что недопустимо), однако позже, в 1998 году, сами же сделали необходимое исправление на conandoylei.
Голотип SMNK 1132 PAL представляет собой почти полный скелет, где отсутствуют череп, шея, грудина и хвостовые позвонки. Образец, принадлежавший взрослой или почти взрослой особи, сохранился на плите почти неповреждённым. артурдактиль обладал небольшим туловищем, длиной 22 сантиметра, и сравнительно длинными крыльями, а также особенно длинными пальцами крыльев, возможно, самыми длинными среди птеродактилей. Задние конечности, однако, развиты слабо.
Исследователи причислили артурдактиля к семейству орнитохейрид. По словам бразильского палеонтолога Александра Келлнер, который использует эту концепцию в несколько ином смысле, артурдактиль относился, скорее всего, к анхангверидам.